# 加藤ゆり
加藤 ゆり（かとう ゆり、1986年4月4日 - ）は、日本のタレント、女優。本名は加藤友理。東京大学経済学部卒業。かつての所属事務所はStudio A.L.C→ディスカバリー・エンターテインメントを経てセント・フォース。

## 人物・来歴
- 三重県四日市市出身。高田高等学校を経て、2005年東京大学理科二類に入学、2008年経済学部に進学。2011年3月に東京大学経済学部卒業。
- 特技は陸上とテーピング。趣味はピアノと写真撮影。
- 中学校時代から陸上部に所属し[1]、走り幅跳びで全国大会に出場したことがある[2]。
- 皮膚科の医師になるため、大学入試では名古屋大学の医学部を目指していたもののセンター試験で失敗、東大後期試験で理科二類に現役合格した[要出典]。
- 大学1年生の時にはアメフト部でトレーナーをしていた[3]。
- 2005年に「ミス&ミスター東大コンテスト2005」においてミス東大に選ばれて以降[4]、テレビ出演するようになった。当初は本名で出演している。
- 2006年ホノルルマラソンを完走。
- 2007年（平成19年度）の日本ニュース時事能力検定のイメージキャラクターに選ばれる。
- 2008年（平成20年度）の「パラオ国際親善大使プリンセス」に選ばれている[5]。
- 2009年3月30日から日本テレビ「おもいッきりDON!」の月曜日・木曜日にレギュラー出演。
- 2011年4月1日から2015年8月24日まで日本テレビ「ZIP!」にレギュラー出演。在籍期間は4年5ヶ月だった[6]。
- 2016年9月にディスカバリー・エンターテインメントからセント・フォースへ移籍[要出典]。
- 2017年4月、当時の所属事務所（セント・フォース）の公式ホームページから公式プロフィールが削除された[要出典]。
- 2017年6月30日付で、2013年に就任した「みえの国観光大使」を退任[7]。

## 出演

### テレビ番組
過去の出演
- 週刊人物ライブ スタ☆メン（2005年12月4日、フジテレビ・関西テレビ）
- アダムとイヴの恋愛H診断（2005年12月20・21日、TBS）
- 女優魂 高嶺の花スペシャル（2005年12月29日、中京テレビ）
- ラジかるッ（2009年1月18日、日本テレビ）
- FNSソフト工場・美人で国語算数理科社会（2009年1月31日、長野放送）
- クイズプレゼンバラエティー Qさま!!（2009年2月23日、テレビ朝日）
- がっちりマンデー!!（2009年3月15日、TBS）
- おもいッきりDON!（2009年3月30日 - 2009年9月、日本テレビ） - 月曜日・木曜日の天気（第1部）、『おまけのDON!』月曜日（2009年6月8日 - 2009年9月）、第2部（不定期）
- 熱血!平成教育学院（2009年4月19日、フジテレビ）
- クイズ!ヘキサゴンII（2009年12月9日、フジテレビ）
- 情報ライブ ミヤネ屋（2010年3月10日、読売テレビ）
- ザ!世界仰天ニュース（2011年1月19日、日本テレビ）
- 世界まる見え!テレビ特捜部（2011年5月9日、日本テレビ）
- くりぃむクイズ ミラクル9 サッカー軍団が大来襲絶対に負けられないスペシャル（2012年5月30日、テレビ朝日）
- ZIP!（2011年4月 - 2015年8月、日本テレビ） - 月曜日レギュラー・ハテナビ担当
- ぶっちゃけ寺＆Qさま！！ ～豪華2本立て3時間スペシャル～（2016年10月17日、テレビ朝日）
- ナカイの窓「東大VSおバカ」（2016年12月7日、日本テレビ）
- 踊る!さんま御殿!!（2017年2月21日、日本テレビ）

### ラジオ
- 加藤ゆりの経済教室（2008年5月6日〜2009年1月27日、ラジオNIKKEI第1放送）[8]
- FX三姉妹（2013年12月25日、ラジオNIKKEI第1放送）

### インターネット
- クルマニヨンTV（2008年10月6日〜3月16日、トヨタWebTV）[要出典]

### CM・広告
- marj.jp（2008年） 加藤を含むミスキャンパス8人が出演[要出典]
- 国家試験（経済産業省） 情報処理技術者試験 ITパスポート試験 平成22年度春期 ITパスポート試験パンフレット（2009年12月）[9]
- 株式会社 いと忠（「巣ごもり」2010年[10]）

### 舞台
- GO.JET!GO!GO!（2008年）[11]
- オサエロ（2008年）[12]

### 写真集
- Yurizm 1st（2009年11月28日、ワニブックス、撮影：TAKERU）ISBN 978-4847042218

### 著書
- ミス東大 加藤ゆりの夢をかなえる勉強法（2009年9月19日、中経出版）ISBN 978-4806134893
- 東大を卒業して20代で考えておきたかった 「生きる力」のつくお金の本（2013年8月22日、マガジンハウス）ISBN 978-4838725533

### DVD
- Yurizm（2010年2月24日、ワニブックス）